# Christian Delbrück
Christian Delbrück (* 25. September 1944 in Lörrach; † 15. September 2006 in Hamburg) war ein deutscher Journalist und Verlagsmanager.

## Leben

### Ausbildung

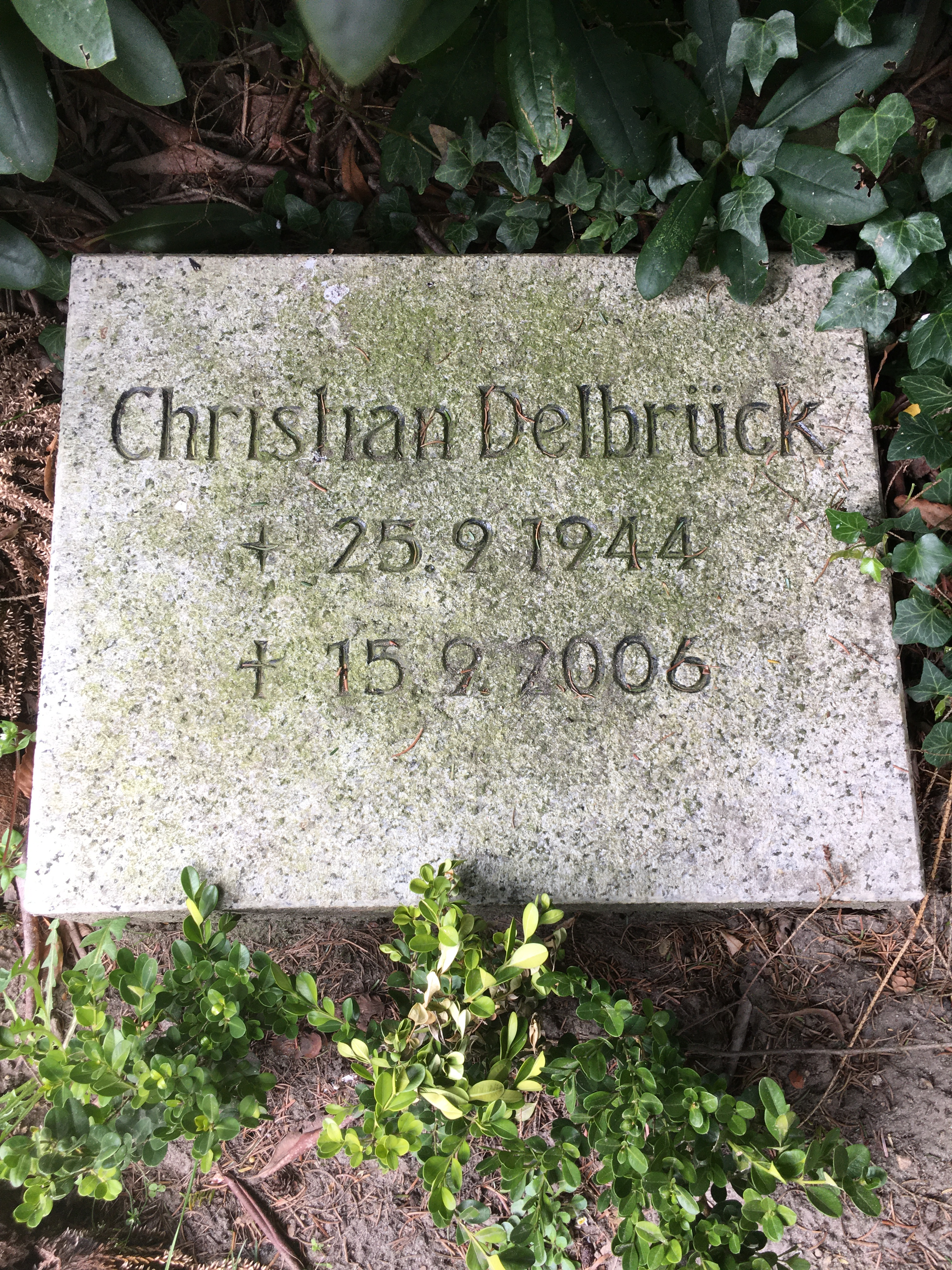
Kissenstein für Christian Delbrück auf dem Friedhof Ohlsdorf

Delbrück absolvierte das Internatsgymnasium Salem und studierte in Hamburg Wirtschaftswissenschaften. Das Studium finanzierte er sich z. B. als Testfahrer auf dem Hockenheimring oder als Hafenarbeiter. In der Studienzeit sympathisierte er mit der 68er-Bewegung, ohne sich mit ihr tiefer zu identifizieren.

### Journalistisches und verlegerisches Wirken
1972 begann er als Schifffahrts- und Luftfahrtredakteur für das Wirtschaftsressort – unter seinem „Volontärvater“ Hans-Henning Kroll – des Hamburger Abendblattes zu arbeiteten, um 1975 ins Management zu wechseln: Erst Assistent, dann Referent in der Geschäftsführung der Zeitungssparte, 1977 stellvertretender Verlagsleiter, 1987 Verlagsleiter, 1990 Verlagsgeschäftsführer, 1994 Verlagsgeschäftsführer der Hamburger Bild-Zeitungsgruppe. 1996 wurde er Vorstandsmitglied des Axel-Springer-Verlags und war dort für die Zeitschriftensparte verantwortlich. Vier Jahre später schied er nach erheblichen Differenzen mit dem Vorstandsvorsitzenden August Fischer aus und wurde 2001 Sprecher der Geschäftsführung bei den Vereinigten Motor-Verlagen in Stuttgart. 2003 kehrte er zur Springer-Gruppe zurück und wurde Herausgeber und Vorsitzender der Verlagsgeschäftsführung bei seiner journalistischen Heimat, dem Hamburger Abendblatt.

### Familie
Delbrück war verheiratet und hatte eine Tochter. Er wurde in der Familiengrabstätte der Familie Aye auf dem Friedhof Ohlsdorf beigesetzt. Sie liegt südwestlich von Kapelle 7 im Planquadrat AD 18.